# Costin Borc
Costin Grigore Borc (n. 7 mai 1965, București, România) este un inginer și economist român, care a ocupat funcția de vice-premier și ministru al Economiei, Comerțului și Turismului în Guvernul Dacian Cioloș.